# Петрілака-де-Муреш
Петрілака-де-Муреш (рум. Petrilaca de Mureș) — село у повіті Муреш в Румунії. Входить до складу комуни Горнешть.
Село розташоване на відстані 271 км на північ від Бухареста, 21 км на північний схід від Тиргу-Муреша, 88 км на схід від Клуж-Напоки, 132 км на північний захід від Брашова.

## Населення
За даними перепису населення 2002 року у селі проживали 505 осіб.
Національний склад населення села:
| Національність | Кількість осіб | Відсоток |
| -------------- | -------------- | -------- |
| угорці         | 453            | 89,7%    |
| цигани         | 49             | 9,7%     |

Рідною мовою назвали:
| Мова      | Кількість осіб | Відсоток |
| --------- | -------------- | -------- |
| угорська  | 496            | 98,2%    |
| румунська | 7              | 1,4%     |